# 하라역 (아이치현)
하라역(일본어: 原駅, はらえき)은 일본 아이치현 나고야시 덴파쿠구에 위치한 철도역이다.

## 타는 곳
상대식 승강장 2면 2선 지하역. 출입구는 2개이다.
| 1 | ■ 쓰루마이 선 | 아카이케·도요타 시 방면         |
| 2 | ■ 쓰루마이 선 | 후시미·가미오타이·이누야마 방면 |

## 역세권 정보
- 하라 터미널센터
- 덴파쿠 공원
- 하라 우체국
- 국도 제302호선

## 역사
- 1978년 10월 1일: 영업 개시.

## 인접역
| 나고야 지하철 ■ 쓰루마이 선 | 나고야 지하철 ■ 쓰루마이 선 | 나고야 지하철 ■ 쓰루마이 선 |
| --------------------------- | --------------------------- | --------------------------- |
| T 17 우에다 가미오타이 방면 |                             | T 19 히라바리 아카이케 방면 |